# Хайнрих VI (IX) фон Хонщайн-Келбра
Вижте пояснителната страница за други личности с името Хайнрих VI.
Хайнрих VI (IX) фон Хонщайн-Келбра (на немски: Heinrich VI (IX) von Honstein-Kelbra; * ок. 1379, Келбра; † 1450/1455) е граф на Келбра (1400), граф на Хонщайн (1413), господар на Даме.

## Произход
Той е големият син на граф Улрих III фон Хонщайн-Келбра († 1414) и принцеса Агнес фон Брауншвайг-Люнебург († 1394), дъщеря на херцог Ернст I фон Брауншвайг-Грубенхаген (1297 – 1361) и графиня Аделхайд фон Еверщайн-Поле († 1373). Братята му са граф Дитрих VII фон Хонщайн-Келбра-Морунген († 1399) и Ернст I фон Хонщайн († 1400), епископ на Халберщат (1390 – 1400). Сестра му Елизабет († сл. 1426) е омъжена 1396 г. за княз Бернхард V фон Анхалт-Бернбург († 1420). Сестра ну Аделхайд († сл. 1405) е омъжена 1378 г. за херцог Албрехт I (II) фон Мекленбург-Шверин († 1379), и сл. 1379 г. за граф Фридрих VIII фон Байхлинген († 1390).

## Фамилия
Хайнрих VI се жени пр. 1413 г. за Маргарета фон Вайнсберг (* ок 1385; † сл. 1432), дъщеря на Енгелхард VIII фон Вайнсберг († 1417) и Анна фон Лайнинген-Хартенбург († 1413), дъщеря на граф Емих VI фон Лайнинген-Хартенбург. Те имат децата:
- Улрих VI (II/V) фон Хонщайн-Хелдрунген († 1426/1436)
- Агнес († сл. 1458), омъжена I. пр. 30 януари 1418 г. за граф Фридрих XV фон Байхлинген († 1426, убит в битката при Аусиг), II. 1434 г. за граф Адолф I фон Глайхен-Тона († 1456)
- Ернст I (III) фон Хонщайн-Хелдрунген († сл. 1492), отказва се от управлението, женен за Анна фон Кверфурт († 1426)
- Йохан I (II) († 1498), граф на Хонщайн в Хелдрунген (1450 – 1498), Фирраден и Шведт, женен I. през 1467 г. (развод пр. 1467) за принцеса Анна (Агнес) фон Анхалт-Цербст († 1492), II. за фрайин фон Плесе